# Commission du droit d'auteur du Canada
La Commission du droit d'auteur du Canada est une agence fédérale canadienne qui a pour but de réguler le marché du droit d'auteur au Canada. Elle détient le pouvoir de recueillir, de façon obligatoire ou à la requête d'une partie, les redevances à payer sur les droits d'auteur. L'agence a aussi le droit de superviser les ententes entre les utilisateurs et les propriétaires lorsque les détenteurs des droits d'auteur ne peuvent être retrouvés.

## Activités
En 2009, elle régulerait le transfert annuel d'environ 500 millions CAD.

## Annexe